# Hand spinner

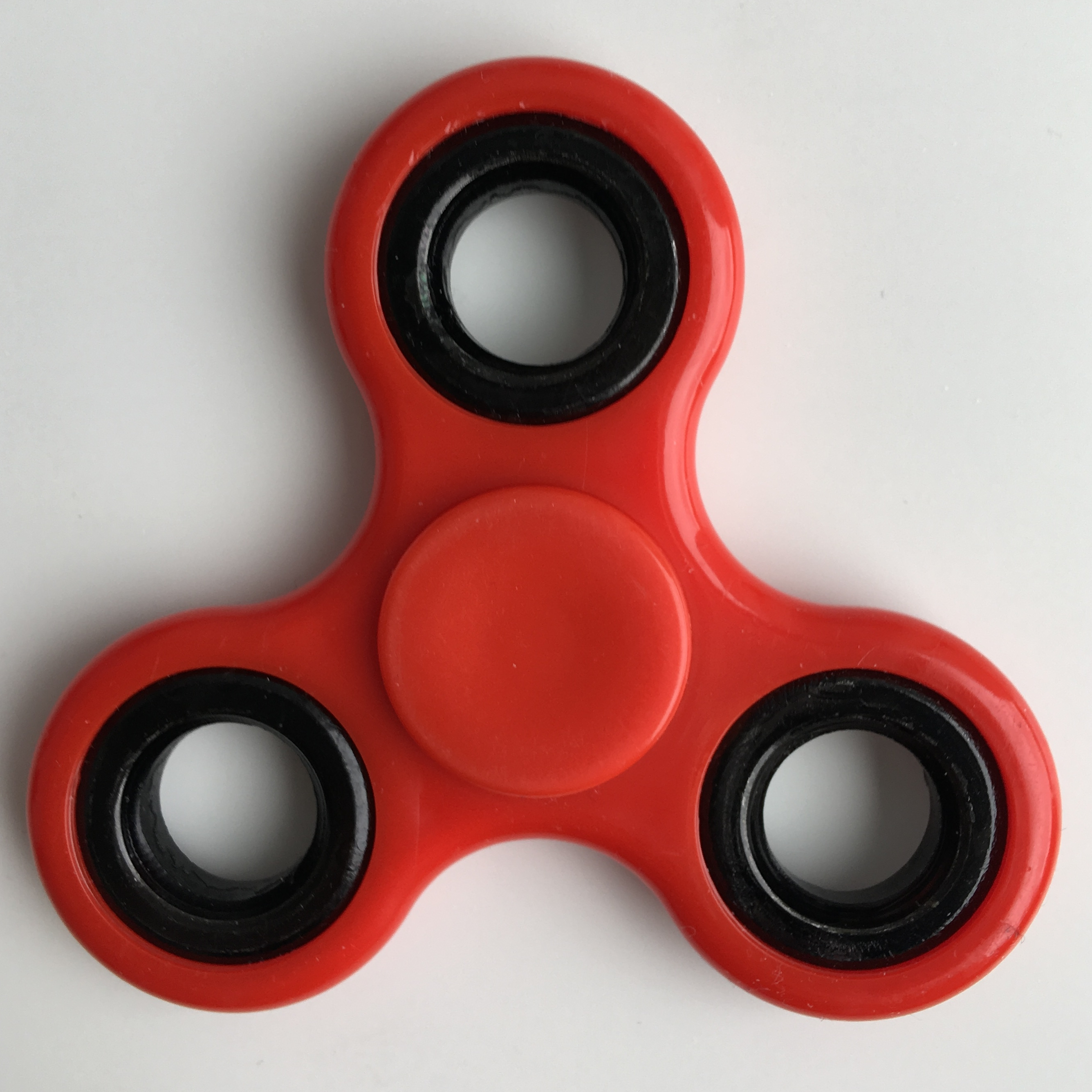
Un spinner typique à trois branches.

Spinner en rotation.

Un hand spinner (prononcé en anglais : [hænd ˈspɪnə]), une toupie de main ou une toupie à main, également appelé fidget spinner (litt. « toupie à tripoter ») ou tout simplement spinner, est un jouet, une sorte de toupie plate conçue pour tourner sur son axe avec un effort minime.
Ce jouet a été commercialisé à partir du printemps 2014, et a souvent été présenté par les vendeurs comme un déstressant améliorant la faculté de concentration et réduisant les symptômes de certaines maladies, bien qu'aucune de ces assertions n'ait été démontrée scientifiquement.
Un spinner se compose d'un palier central rond et plat (généralement un roulement à billes) permettant de faire tourner des bras qui lui sont reliés ; autour de cet axe central, sont disposés le plus souvent trois bras lestés, mais leur nombre est variable selon les modèles. On peut les faire tourner jusqu'à plusieurs minutes, selon les modèles.

## Historique

### Paternité de l'invention
Dans les premières publications dont le spinner a fait l'objet au printemps 2017 dans quelques-uns des sites d'actualité les plus lus au monde, il a rapidement été présenté, de manière erronée, comme une invention de l'Américaine Catherine Hettinger,, une ingénieure chimiste de formation.
Selon ces sources, à l'origine, Catherine Hettinger aurait cherché un jouet permettant d'occuper les enfants ; la nécessité d'agir se serait imposée à elle en voyant des enfants palestiniens envoyer des pierres sur la police en Israël,. Elle aurait également eu pour objectif et motivation de trouver une solution à ses difficultés à jouer avec sa fille Sara, quand celle-ci avait sept ans, en raison de problèmes musculaires dont elle souffrait. Elle aurait déposé un brevet en 1997 aux États-Unis, mais l'aurait abandonné en 2005, faute de pouvoir payer la redevance annuelle de 400 dollars.
Toutefois, cette paternité a, depuis, été vigoureusement contestée par des spécialistes de l'invention, selon qui le brevet de Catherine Hettinger, outre les aspects administratifs (elle l'a abandonné très tôt, la durée indépassable de 20 ans échoyait en 2013, il ne s'appliquait qu'aux USA), avait des revendications sans rapport avec les spinners actuels, et était rédigé de façon « faible », c'est-à-dire facile à faire annuler en justice et était même antériorisé par les assiettes chinoises. De fait, Catherine Hettinger a dans un premier temps reconnu qu'il n'y a « quasiment aucun lien entre son invention et les Hand Spinners tels qu'ils sont produits, et ne juge pas qu'ils reprennent son brevet » ; Bloomberg, ayant consulté des experts en droit de la propriété industrielle, ceux-ci arrivent à la même conclusion.
Cette forte médiatisation n'en a pas moins permis à Catherine Hettinger de récolter plus de 14 000 dollars via un projet de financement participatif dans la description duquel elle se présente comme l'inventeur du fidget spinner, et qui a été mis en avant dans un article du Guardian au début de la diffusion de cette erreur d'attribution.

### Commercialisation et popularité
En 2017, de nombreux fabricants commencent à commercialiser des modèles de différentes formes. Le spinner est alors présenté non pas comme un simple divertissement, mais comme un objet à but thérapeutique, utile pour canaliser l’énergie et focaliser l’attention, et utilisé notamment par des parents et des thérapeutes pour des enfants et adultes autistes ou hyperactifs,. Ces allégations ont cependant été contestées par des experts de ces troubles.
À compter du printemps 2017, la popularité des spinners prend de l'ampleur, faisant « fureur dans les cours de récréation », stimulés fortement par les réseaux sociaux, notamment YouTube. 
Cependant, la même année, certaines écoles aux États-Unis commencent à bannir les spinners de leurs établissements, du fait que ces jouets peuvent distraire au lieu d'aider à la concentration des élèves. D'autre part, une école de Brooklyn a été contrainte de bannir ces objets car certains élèves les lançaient sur d'autres, au risque de provoquer des blessures. Certaines écoles du Royaume-Uni ont aussi interdit le jouet, considérant qu'il distrayait les élèves en classe. En France également, plusieurs établissements scolaires bannissent ou confisquent les hand spinner utilisés par les élèves en classe.
En France, les ventes de spinner, très fortes au printemps, ne survivent pas aux vacances d'été. À la rentrée des classes 2017, la mode est passée et le jeu a pratiquement disparu des cours de récréation.
En juin 2018 en France, le hand-spinner fait l’objet d’un exercice de l'épreuve de mathématiques du diplôme national du brevet: « Exercice 7. Le hand-spinner est une sorte de toupie plate qui tourne sur elle-même. Le temps et la vitesse de rotation du hand-spinner sont-ils proportionnels ? Justifier. ».

## Usage

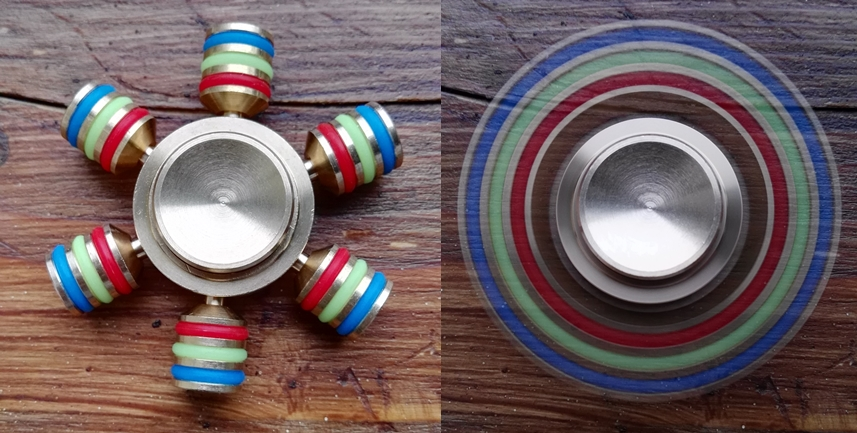
Un fidget spinner à six branches, au repos et en rotation.

Le principe d’utilisation du hand spinner est de placer le centre de la toupie entre le pouce et l’index et de le faire tourner. Le talent du joueur consiste ensuite à faire tourner le hand spinner le plus longtemps possible. Selon le journal 20 minutes, « L’idée est de jouer avec le centre de [gravité] du hand spinner. Les férus de [hand spinner] ont compliqué la tâche et font tourner l’objet sur le nez, le front ou encore au bout d’un bâton »,.
Le hand spinner est en général constitué de quatre roulements à billes de masse égale pour que l'objet soit complètement équilibré. Ces roulements permettent de faire tourner l'objet à grande vitesse. Un palier rotatif pour les doigts au centre permet à la centrifugeuse de tourner à vive allure grâce à des roulements à billes. Un spinner est généralement fabriqué à partir de matériaux comme l'acier inoxydable, le laiton, le plastique, le cuivre et parfois même le titane[réf. nécessaire]. Les roulements à billes sont généralement fabriqués en acier inoxydable ou en céramique.
Il existe de nombreux modèles de hand spinner, qui sont déclinés en plusieurs coloris et motifs ; certains modèles sont photoluminescents ou équipés de diodes électroluminescentes. 
Chaque matériau engendre ses propres vibrations, sensations et durées de rotation, ce qui crée une réaction sensorielle différente selon les modèles.

## Roulements à billes

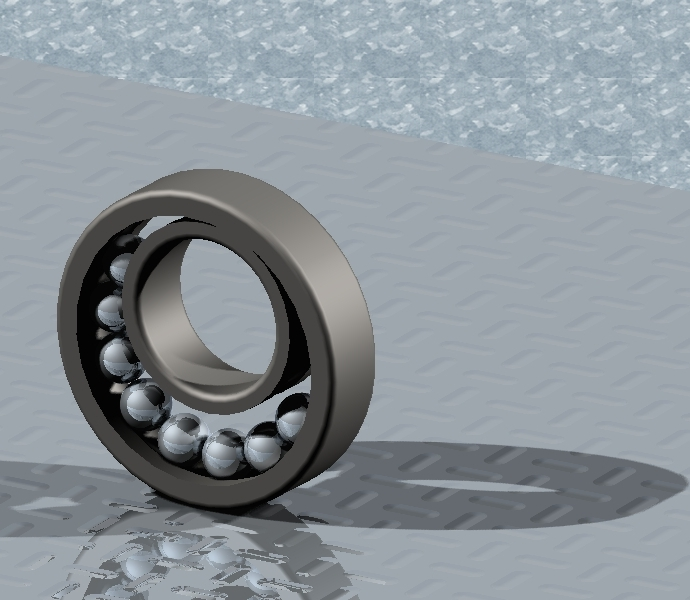
Roulement à billes utilisé dans la constitution du hand spinner.

Les roulements à billes utilisés pour l'élaboration des hands spinners sont ceux fabriqués habituellement pour les skateboards. Ils portent souvent la référence « 608 »,.
Il existe trois types de roulement à billes couramment utilisés :
- roulement à billes en métal ;
- roulement à billes en céramique ;
- roulement à billes hybrides.

Chaque type de roulement a ses avantages et ses inconvénients : des roulements en métal sont souvent moins chers et plus silencieux que des roulements en céramique, mais le spinner tourne alors moins longtemps et nécessite un entretien différent (nettoyage et lubrification à l'huile, alors que les roulements céramique font appel à un souffleur pour ôter la poussière).

## Anecdote
Pour des journalistes de la télévision d'État russe, ces objets pourraient « encourager la jeunesse à commettre des actes d'opposition contre Vladimir Poutine ».